# 乔尔·托马斯
乔尔·托马斯（英語：Joel Thomas，1966年12月13日—），美国男子游泳运动员。他曾代表美国参加1992年夏季奥林匹克运动会游泳比赛，获得男子4×100米自由泳接力金牌。